# Херм, Йоханнес
Йоханнес Херм (уст. Герм, эст. Johannes Herm, 14 января 1893, Кийу-Аабла, Эстляндская губерния — 1 января 1926, Сауэ) — эстонский военный деятель, капитан 1-го ранга, командующий Военно-морскими силами Эстонии (1919—1925), участник Освободительной войны Эстонии.

## Биография
В 1914 году окончил 2-й класс Кясмуской мореходной школы, в 1915 году — 3-й класс Нарвской мореходной школы. В том же году сдал экзамены на звание прапорщика флота в Кронштадте.

### Первая мировая война
С 1 мая 1915 года по 15 июля 1918 года служил в флоте Российской империи. Участвовал в боях против болгарских войск на Румынском фронте (4 января — 8 декабря 1917 года), где был назначен командиром батальона. В январе 1917 года его подразделение отбило атаку болгарской армии и полностью разгромило её часть, за что Херм был награждён орденом Святого Георгия IV степени.
К моменту выхода из состава российского флота имел звание лейтенанта.

### Освободительная война Эстонии
После начала Освободительной войны был назначен командиром десантного отряда на канонерской лодке «Лембит». Участвовал во всех десантных операциях с декабря 1918 по январь 1919 года.
11 января 1919 года после ранения штабс-капитана Карла Александера Паулуса возглавил десант в Кунде, где руководил отрядом из 300 человек и вынудил вражеские красноармейские войска отступить. 18 января во время Утрийского десанта был назначен комендантом освобождённого от большевиков города Нарва-Йыэсуу и помог в освобождении Нарвы.
1 февраля 1919 года стал начальником эстонских береговой охраны, служб связи и спасательных станций, а 28 ноября был назначен командующим Военно-морскими силами Эстонии.
За участие в войне был награждён Крестом Свободы I/2 и II/3 степени, а также получил земельный участок в Сауэ.

### Командующий Военно-морскими силами
28 ноября 1919 года был назначен командующим Военно-морскими силами Эстонии, занимал эту должность до 1 марта 1925 года.
В 1920 году за отличную службу получил звание капитана 2-го ранга (с 1922 года капитан-лейтенант). В 1923 году был повышен до капитана 1-го ранга.
В 1920-х годах организовал переход флота на мирное время, восстановил морские крепости и добился приобретения для Эстонии минных крейсеров «Леннук» и «Вамболa». Организовал подготовку эстонских морских офицеров в Великобритании. Совместно с Германном Зальца представил Министерству обороны проект модернизации флота, в котором приоритет
отдавался приобретению подводных лодок.
В 1924 году у Херма диагностировали туберкулёз, он часто находился на лечении, но болезнь прогрессировала. В марте 1925 года был переведён в резерв, новым командующим флотом стал Германн Зальца.

### Смерть
Скончался 1 января 1926 года в своём доме в Сауэ. Похоронен на кладбище Рахумяэ в Таллине.

## Награды
- Крест Свободы первого класса второй степени
- Крест Свободы второго класса третьей степени
- Орден Святого Георгия четвёртой степени[2]